# Stenoza zastawki trójdzielnej
Zwężenie zastawki trójdzielnej (łac. stenosis valvulae tricuspidalis, ang. tricuspid stenosis) – zastawkowa wada serca powodująca nieprawidłowe napełnianie prawej komory serca. Niemal zawsze etiologia stenozy trójdzielnej jest reumatyczna i w większości przypadków towarzyszy jej zwężenie zastawki mitralnej.

## Epidemiologia
Stenoza zastawki trójdzielnej jest rzadką wadą (około 3% populacji), częściej spotykaną w krajach Azji, gdzie gorączka reumatyczna nadal jest częsta. Zmiany zastawki trójdzielnej w autopsji stwierdzano u 15% chorych z chorobą reumatyczną przebiegającą z zajęciem serca, z czego u 30% stenoza była objawowa. Wrodzona stenoza zastawki stanowi około 0,3% wszystkich wrodzonych wad serca.

## Patofizjologia
Utrudnienie odpływu z prawego przedsionka powoduje zaleganie krwi w prawym przedsionku i w układzie żylnym. Zastój krwi żylnej na obwodzie objawia się tak jak niewydolność prawokomorowa. Poszerzenie prawego przedsionka może spowodować migotanie przedsionków a w efekcie do wzrostu ciśnienia w żyłach głównych.

## Etiologia
Stenoza zastawki trójdzielnej prawie zawsze wywołana jest przez chorobę reumatyczną. Inne, rzadkie przyczyny to:
- zespół rakowiaka[4]
- zapalenie wsierdzia, skrzeplina w prawym przedsionku[5]
- zwłóknienie wsierdzia
- toczeń rumieniowaty[6]
- śluzak prawego przedsionka
- choroba Fabry’ego[7],
- choroba Whipple’a[7]
- wrodzona atrezja płatków zastawki trójdzielnej.

## Objawy i przebieg
Zwężeniu zastawki trójdzielnej niemal zawsze towarzyszą wady zastawek lewego serca, których objawy mogą maskować obraz wady zastawki trójdzielnej.

### Objawy podmiotowe
Najczęstsze i typowe objawy stenozy trójdzielnej to:
- postępujące zmęczenie
- obrzęki obwodowe
- utrata apetytu
- duszność o niewielkim nasileniu
- sinica obwodowa (rzadko).

### Objawy przedmiotowe
- wzrost ciśnienia żylnego w czasie wdechu (objaw Kussmaula)

Osłuchowo stwierdza się:
- stuk otwarcia zastawki trójdzielnej
- cichy szmer przedskurczowy (presystoliczny), crescendo-decrescendo, lepiej słyszalny na wdechu
- szmer wczesno- i środkoworozkurczowy, głośniejszy w czasie wdechu.

### Nieprawidłowości w badaniach dodatkowych
EKG
- w EKG załamek P o morfologii P pulmonale, często obraz migotania przedsionków, zmniejszenie amplitudy QRS

RTG klatki piersiowej
- w RTG klatki piersiowej cechy powiększenia prawego przedsionka i poszerzenia żyły głównej górnej

Echokardiografia
- ECHO serca pozwala potwierdzić rozpoznanie wady (pogrubienie płatków, zmniejszenie szerokości ujścia, rzadko zwapnienia) i ocenić ciężkość wady.

## Leczenie
Leczenie jest operacyjne. Przed zabiegiem walwulotomii należy poprawić czynność wątroby przez farmakoterapię diuretykami i ograniczenie podaży sodu. Operacje naprawcze lub wymiana zastawki są przedkładane przez specjalistów nad balonową komisurotomię zastawki. Ta ostatnia jest zabiegiem z wyboru w rzadkich przypadkach izolowanej stenozy zastawki trójdzielnej. 
Ponadto, niezbędna jest prawidłowa profilaktyka infekcyjnego zapalenia wsierdzia.